# Tunel Grič
Tunel Grič u Zagrebu je tunel ispod Gradeca (Griča) koji povezuje Mesničku i Radićevu ulicu, a okomito izlazi na tri mjesta u Ilici i jednom u Tomićevoj ulici prema jugu. Tunel je dugačak 350 metara, svojim većim dijelom širok je 3,2 metra dok je u središnjem dijelu širok 5,5 metara. Otvoren je za javnost u srpnju 2016. godine, iako je ranije bio otvoren kao sklonište za građane i mjesto kulturnih događanja tijekom Domovinskog rata.
Tunel Grič projektiran je 1943. godine za vrijeme Nezavisne Države Hrvatske, kada su počela saveznička bombardiranja, a dovršen je 1945. godine. Nakon II. svjetskog rata godinama su tunelu pokušavali dati neku funkciju: od garaže do atomskog skloništa, ali ništa od toga nije prošlo. Tek je 2009. odlučeno da će od njega napraviti Muzej dodira prema ideji Nede Cilinger, iako ideja još nije zaživjela. 
Osim tunela Grič, postoji i tunel koji povezuje Tkalčićevu ulicu i Tuškanac kod Dubravkina puta, a u početku Domovinskog rata u njemu se nalazio Glavni stožer OS RH.